# 北阿尔沃拉达
北阿尔沃拉达是巴西戈亚斯州的一个市镇。总面积1259.495平方公里，总人口7685人，人口密度6.1人/平方公里。